# Vordererb
Vordererb ist ein Gemeindeteil des Marktes Grafengehaig im oberfränkischen Landkreis Kulmbach. Vordererb liegt in der Gemarkung Horbach.

## Geografie
Die Einöde liegt auf einen Höhenzug des Frankenwaldes. Im Norden erhebt sich der Horbacher Berg (676 m ü. NHN). Eine Gemeindeverbindungsstraße führt an Oberweißenstein vorbei nach Grünlas (0,8 km südwestlich) bzw. nach Horbach (0,7 km nordöstlich).

## Geschichte
Gegen Ende des 18. Jahrhunderts bestand Vordererb aus drei Anwesen (2 Gütlein, 1 Tropfhaus). Das Hochgericht übte das Burggericht Guttenberg aus. Es hatte ggf. an das bambergische Centamt Marktschorgast auszuliefern. Das bambergische Kastenamt Stadtsteinach war Grundherr sämtlicher Anwesen.
Mit dem Gemeindeedikt wurde Vordererb dem 1812 gebildeten Steuerdistrikt Eppenreuth und der im selben Jahr gebildeten Gemeinde Horbach zugewiesen. Ab 1831 wurde die Zugehörigkeit zur Gemeinde in Frage gestellt, am 1. Oktober 1843 kam es zur Umgemeindung nach Marktleugast und am 28. Januar 1845 zur neu gebildeten Gemeinde Hohenberg. Am 8. April 1927 wurde Vordererb wieder nach Horbach umgemeindet. Im Zuge der Gebietsreform in Bayern wurde Vordererb am 1. Januar 1972 nach Grafengehaig eingegliedert.

### Einwohnerentwicklung
| Jahr      | 001818 | 001819 | 001861 | 001871 | 001885 | 001900 | 001925 | 001950 | 001961 | 001970 | 001987 |
| Einwohner |        | *      | 12     | 9      | 22     | 15     | 4      | 3      | 3      | 4      | 6      |
| Häuser    | 2      |        |        |        | 1      | 2      | 1      | 1      | 1      |        | 1      |
| Quelle    | [ 6 ]  | [ 9 ]  | [ 10 ] | [ 11 ] | [ 12 ] | [ 13 ] | [ 14 ] | [ 15 ] | [ 16 ] | [ 17 ] | [ 1 ]  |

## Religion
Vordererb ist seit der Reformation gemischt konfessionell. Die Protestanten gehören zur Pfarrei Zum Heiligen Geist (Grafengehaig), die Katholiken waren ursprünglich nach Mariä Heimsuchung in Marienweiher gepfarrt. und kamen in der zweiten Hälfte des 20. Jahrhunderts zur Kuratie St. Josef (Hohenberg).